# Stenoscinis majus
Stenoscinis majus är en tvåvingeart som först beskrevs av Oswald Duda 1934.  Stenoscinis majus ingår i släktet Stenoscinis och familjen fritflugor. Inga underarter finns listade i Catalogue of Life.